# Réseau d'aide aux victimes d'agression et de discrimination
Le Réseau d'aide aux victimes d'agression et de discrimination (RAVAD) a été créé le 13 mai 2005. C'est une association qui a comme but d'assister les victimes d'agressions et de discriminations, en particulier pour les agressions en raison de l'orientation sexuelle et de l'identité de genre. C'est un des acteurs du monde LGBT (Lesbien, Gay, Bi et Trans) qui participe à la lutte contre l'homophobie et la transphobie. 

## Structure
Le RAVAD se compose d'associations et d'avocats pour proposer une assistance concrète et rapide aux victimes.
Son président est Me Jean-Bernard Geoffroy et Me Hussein Bourgi son vice-président. Parmi les personnalités connues membres de l'association on peut citer Caroline Mécary. 
Créée par environ 15 associations en 2005, elle grandit pour avoir comme adhérentes fin 2008 22 associations membres et 33 membres en 2013.
L'association est adhérente à l'ILGA (International Lesbian, Gay, Bisexual, Trans and Inters).

## Une création liée à un crime
Le RAVAD a été créé en mai 2005. Me Jean-Bernard Geoffroy en a pris la présidence et elle est constituée par environ 15 associations fondatrices.
Cette création est la suite du travail de Me Jean-Bernard Geoffroy et Me Mecary qui ont défendu Sébastien Nouchet, agressé en 2004,. La violence de l'agression a fait que des associations LGBT se sont regroupées pour former un réseau d'aide pour les victimes d'agressions et de discriminations homophobes.

## Activités

### Des actions récurrentes
- Participation aux grands événements : journée mondiale contre l'homophobie et la transphobie, marches des fiertés[6], printemps des associations(Paris)...
- Depuis 2017, les bénévoles du  RAVAD organisent tous les ans une « formation à l'accueil et l'accompagnement des victimes d'infractions liées à l'orientation sexuelle ». Elle est destinée aux militants des associations LGBT pour leur donner des notions nécessaires à l’accompagnement de ces victimes dans leurs démarches administratives, policières et/ou juridiques, et les informer sur différents thèmes. Cela est permis par une subvention du ministère de la Justice depuis 2008.
- Aider à constituer les dossiers de plaintes avec les victimes de discrimination[7] ou d'agression[8] et permettre que les juges poursuivent sur les bonnes qualifications comme à Lille en 2016[9].

### Actions particulières
- Participation au projet européen Equal-Jus[10] pour sensibiliser et informer les avocats, les professionnels du droit et les citoyens  contre les discriminations en raison de l'orientation sexuelle et de l'identité de genre. De 2009 à 2011 c'est le RAVAD et SOS homophobie qui ont géré le programme en France. La conclusion du projet a eu lieu les 12 et 13 mai 2011 par une conférence à Florence.
- Création d'une cellule de crise inter-associative sur les agressions homophobes,
- Contact et travail avec notamment des Ministères de la Justice, de l'Intérieur, des Droits des Femmes (2012-2013)[11],[12], des institutions comme la HALDE, des collectivités territoriales comme la mairie de Paris (2014)[13], la Région Île-de-France (subvention en 2017)[14].
- Collaboration avec des partenaires sociaux avec par exemple la signature d'un accord avec la CFDT pour assurer le respect des droits des personnes LGBT dans le monde de l'entreprise en juin 2016[15].
- Travail avec les autres associations à la suite des propos qualifiés d'homophobes de Cyril Hanouna lors de l'émission du 18 avril 2017[16].

## Logo
L'association a le logo :